# Waldemar Belck
Waldemar Belck (Gdansk, 1862. február 25. – Frankfurt am Main, 1932. szeptember 6.) német vegyész és amatőr régész.

## Életrajza
Waldemar Belck 1862. február 25-én született Gdanskban, az akkori Danzigban. Kémiát tanult, majd 1884-ben részvevője volt egy expedíciónak, amely Kelet-Afrikában megalapította a német gyarmatot. 
1888-ban  doktorátust szerzett a Hallei egyetemen. 1888-ban a Siemens és Halske cég elektrotechnikusa lett, s Oroszországban, a kaukázusi régióban, a kedabergi rézbányákba került, ahol lehetősége nyílt, hogy Örményországot is beutazhassa, s itt régészeti kutatásokat végezhessen. Ez útja alkalmával számos khaldeai emlékre akadt; csatornák és vízvezetékek romjaira, ősi romokat vizsgált meg és számos másolatot készített ékírásos feliratokról. 1891 őszén az orosz hatóságok kifejezett tilalma ellenére az előkerült 45 sír és temetkezési halom anyagát, Rudolf Virchow val titokban hajóval Berlinbe szállíttatta. 
1892-ben tért vissza Németországba, ahol a magával hozott örmény okiratokat Fridrik Lehmann-Haupt, a berlini egyetem ókori történelem docensének társaságában földolgozta.
1897-ben a Rudolf Virchow Alapítvány támogatásával Belck és Lehmann-Haupt megkezdte 18 hónapos Kaukázus, Észak-Perzsia, Mezopotámia és török Örményországba vezető tanulmány útját, összehasonlítgatva az
ismert föliratokat, újakat is keresve. A Van-tó közelében, Toprak Kaién (Toprakkale) ásatásokat is végeztek, és hatalmas sziklaépítményeket fedtek föl. Az expedíció során rájöttek, hogy az ékírásos feliratok még az asszír királyok idejéből valók. 1902-ben megalakult a Belck Német Társaság is Anatólia tudományos kutatására.

## Megjelent művei
- Az újonnan felfedezett ékírásos feliratok az orosz és török Örményországban: Journal of Anthropology, Vol 24 (1892) pp. 122-152, (Carl Lehmann-Haupt)
- Régészeti kutatások Örményországban, 1893
- Az örmény expedíció levelei, 1899-1900
- Adalékok a régi földrajzhoz és a történelemhez a Közel-Keleten, 1901